# 首露王陵站
首露王陵站（：／ Surowangneung yeok */?）是釜山－金海輕軌沿線的一座高架車站，位於韓國慶尚南道金海市外洞，韓語副站名為「金海衛生所」（김해보건소）。

## 車站結構
站體為2面2線側式月台的高架車站，候車月台設有月台幕門，並有2處出口。

### 月台配置
| 鳳凰 ↑   |
| \| 上    |
| ↓ 博物館 |

| 月台 | 路線              | 目的地     |
| ---- | ----------------- | ---------- |
| 上行 | ●釜山－金海轻电铁 | 沙上方向   |
| 下行 | ●釜山－金海轻电铁 | 加耶大方向 |

## 歷史
- 2011年9月16日：落成啟用。

## 車站周邊
- 金海圖書館
- 金海衛生所
- 金海韓屋體驗館
- 首露王陵（朝鲜语：수로왕릉）
- 蝴蝶公園
- 鳳凰大公園

## 圖片

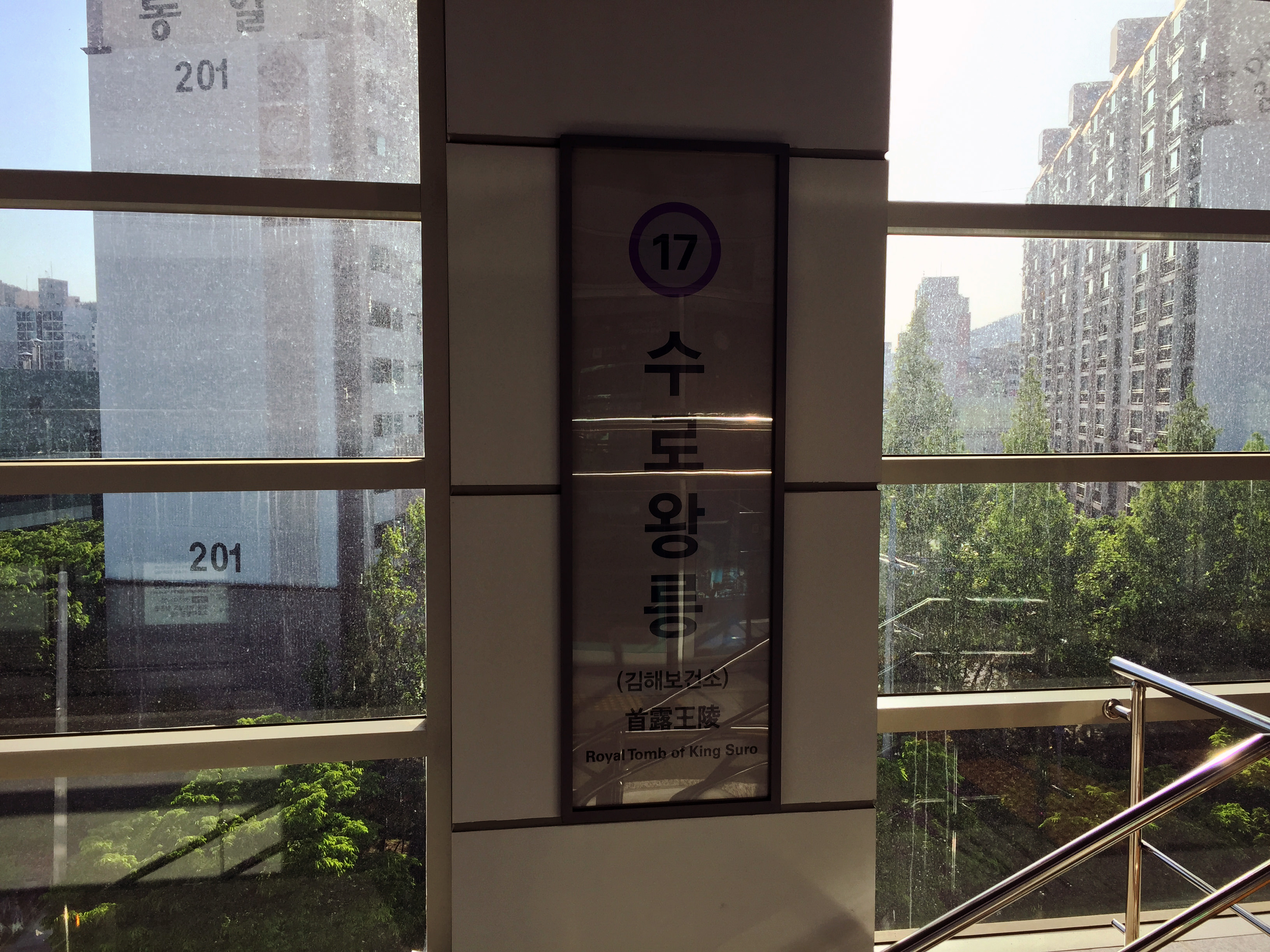
站名牌
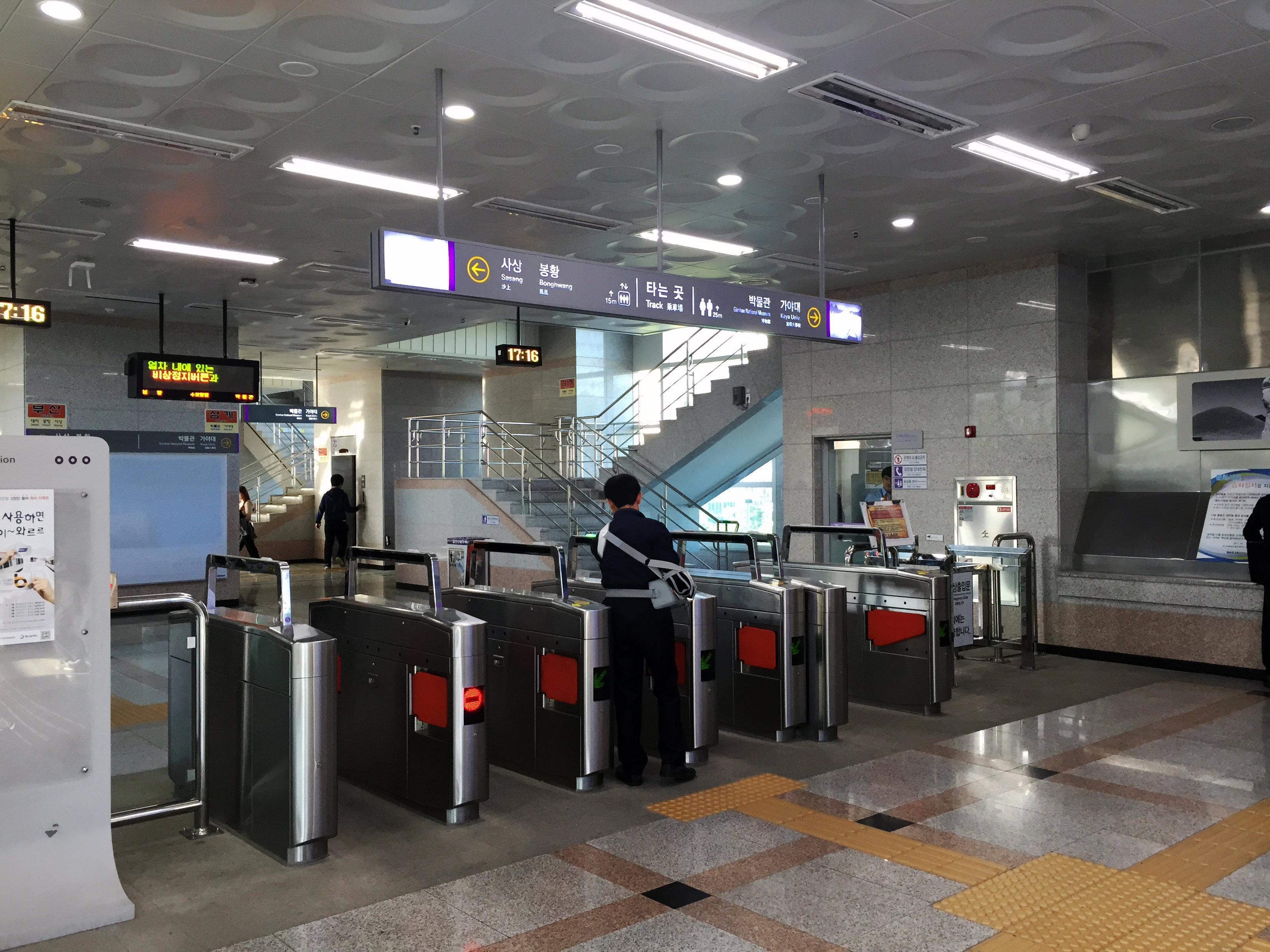
剪票閘口
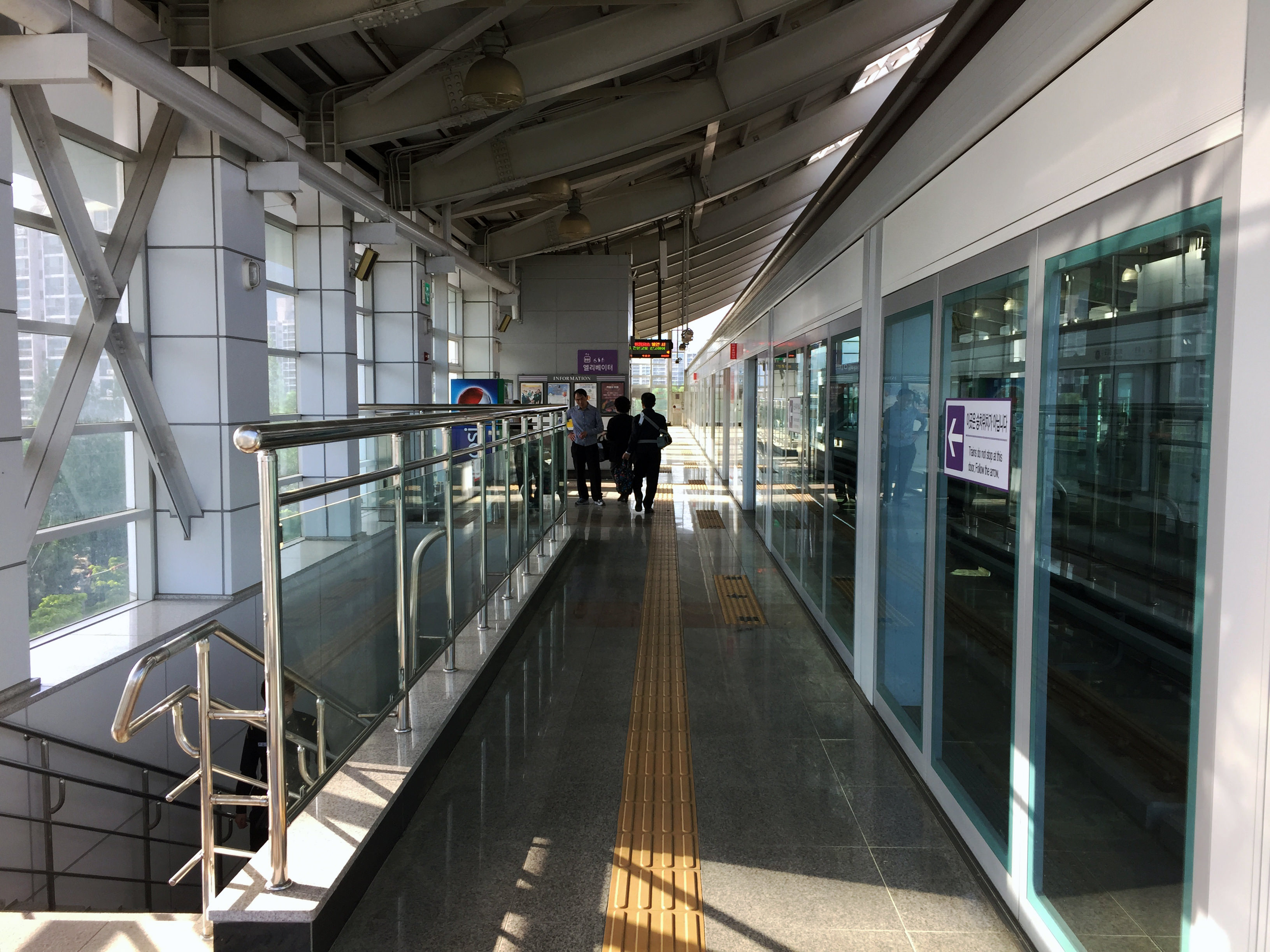
候車月台
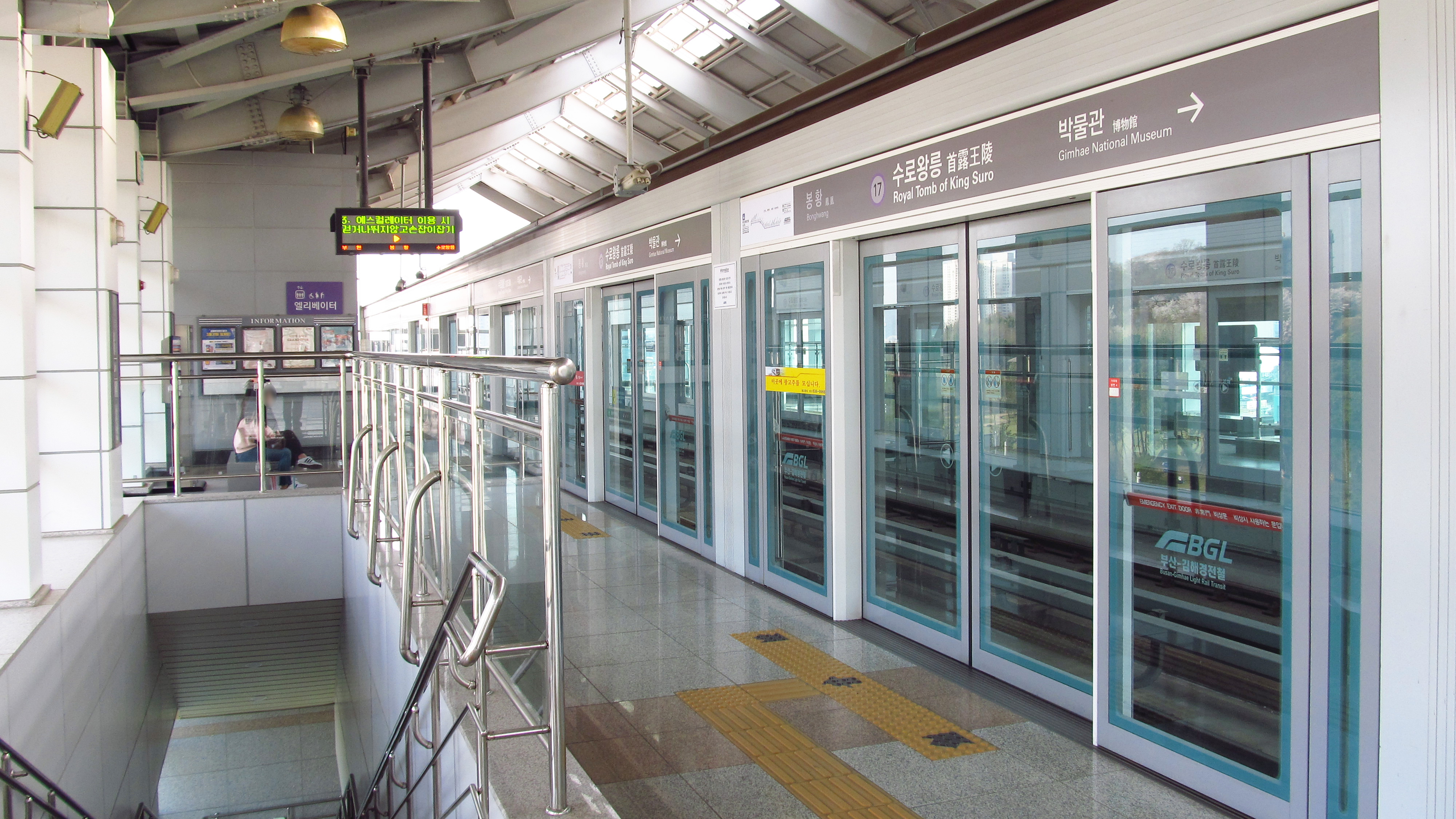
候車月台
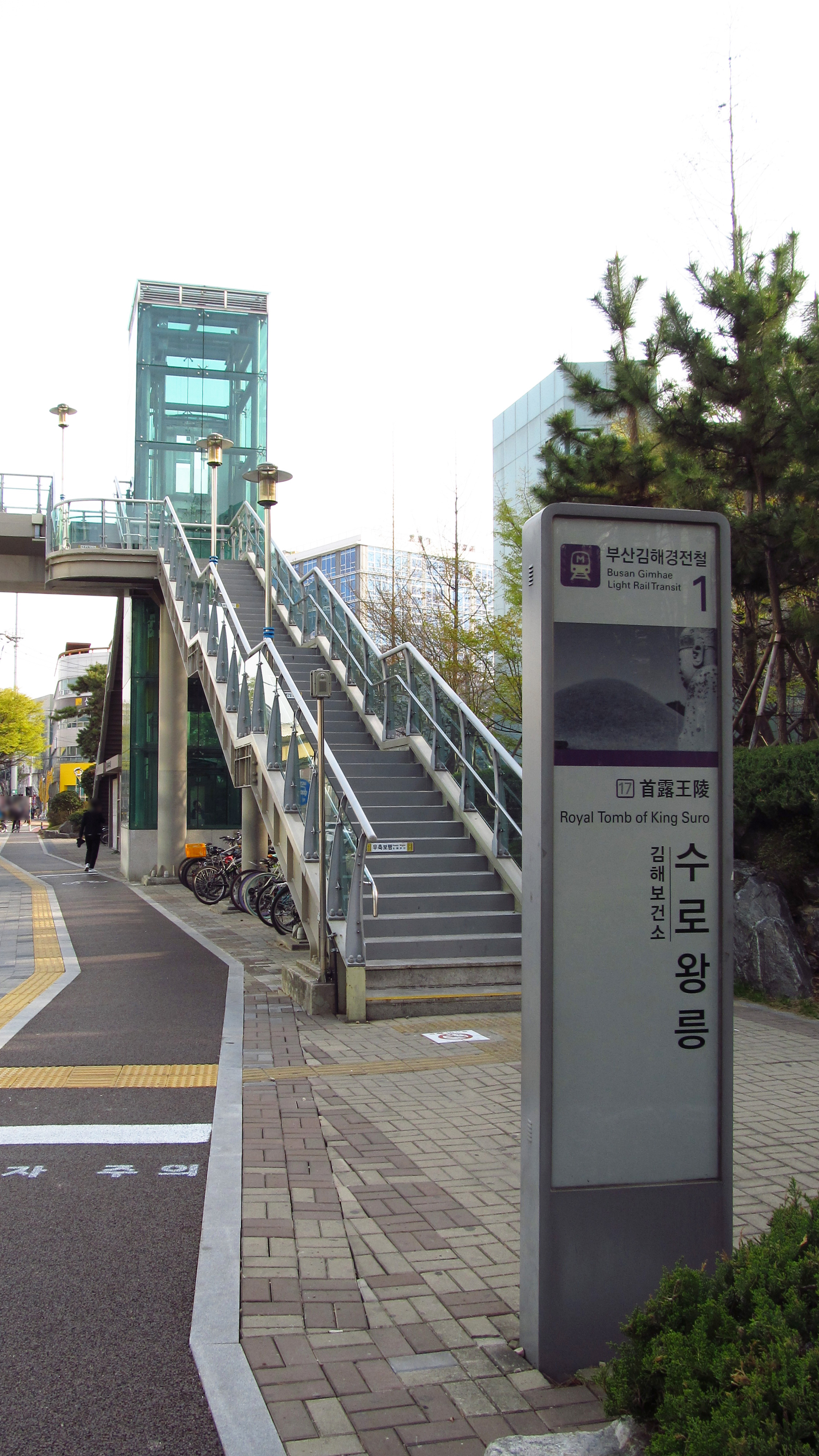
1號出口

## 相鄰車站
釜山-金海輕電鐵
●釜山－金海轻电铁
鳳凰（16）－首露王陵（17）－博物館（18）